# Усубова, Аскиназ Абдулали кызы
Аскиназ Абдулали кызы Усубова (азерб. Əskinaz Əbdüləli qızı Usubova; 1927, Сальянский уезд — 8 декабря 2023, Бейлаганский район) — советский азербайджанский хлопковод, Герой Социалистического Труда (1948).

## Биография
Родилась в 1927 году в селе Дуньямалылар Сальянского уезда Азербайджанской ССР (ныне село в Бейлаганском районе).
В 1942—1967 годах — колхозница, звеньевая колхоза имени Герая Асадова Ждановского района Азербайджана. В 1947 году получила урожай египетского хлопка 62,9 центнеров с гектара на площади 3 гектара.
Указом Президиума Верховного Совета СССР от 10 марта 1948 года за получение в 1947 году высоких урожаев хлопка Усубовой Аскиназ Абдулали кызы присвоено звание Героя Социалистического Труда с вручением ордена Ленина и золотой медали «Серп и Молот».
Активно участвовала в общественной жизни Азербайджана. Член КПСС с 1950 года.
С 1967 года — пенсионер союзного значения, с 2002 года — президентский пенсионер.
Скончалась 8 декабря 2023 года в родном селе.